# VH1 Storytellers (álbum de David Bowie)
VH1 Storytellers é um álbum ao vivo de David Bowie. Foi lançado em 6 de julho de 2009 e foi gravado em 23 de agosto de 1999 no programa VH1 Storytellers da VH1. O álbum contém um CD e um DVD. A seleção de faixas são canções de Bowie das mais antigas até as mais recentes da época, da década de 60 até seu então mais novo álbum 'hours...' (1999).

## Faixas
Todas as canções escritas por Bowie, exceto onde notado.

### CD
1. "Life on Mars?" – 4:22
2. "Rebel Rebel" (truncated) – 3:15
3. "Thursday's Child" (Bowie, Reeves Gabrels) – 6:43
4. "Can't Help Thinking About Me" – 6:31
5. "China Girl" (Bowie, Iggy Pop) – 6:48
6. "Seven" (Bowie, Gabrels) – 5:01
7. "Drive-In Saturday" – 5:22
8. "Word on a Wing" – 6:35

### DVD
1. "Life On Mars?"
2. "Rebel Rebel" (truncated)
3. "Thursday's Child"
4. "Can't Help Thinking About Me"
5. "China Girl"
6. "Seven"
7. "Drive-In Saturday"
8. "Word On A Wing"

#### Apresentações bônus do DVD
1. "Survive" (Bowie, Gabrels)
2. "I Can't Read" (Bowie, Gabrels)
3. "Always Crashing in the Same Car"
4. "If I'm Dreaming My Life" (Bowie, Gabrels)